# 牛樟芝
牛樟芝（ぎゅうしょうし）は、台湾固有の真菌類で、学名をAntrodia Cinnamomea、和名をベニクスノキタケと呼ぶ。台湾に生息する牛樟（カシ）と呼ばれる楠木（クスノキ）にのみに生息するキノコである。台湾では古くから先住民族の日々の生活にかかすことのない常備薬として、健康維持や回復に用いられてきた。現在、台湾では多くの大学や研究機関が牛樟芝の健康機能研究、及び安全性試験を研究し、論文を発表している。牛樟芝は「台湾の宝」・「霊芝の王」・「森のルビー」として珍重されている。俗に「ルビーマッシュルーム」などと呼ばれる場合もある。

## 概要・分布

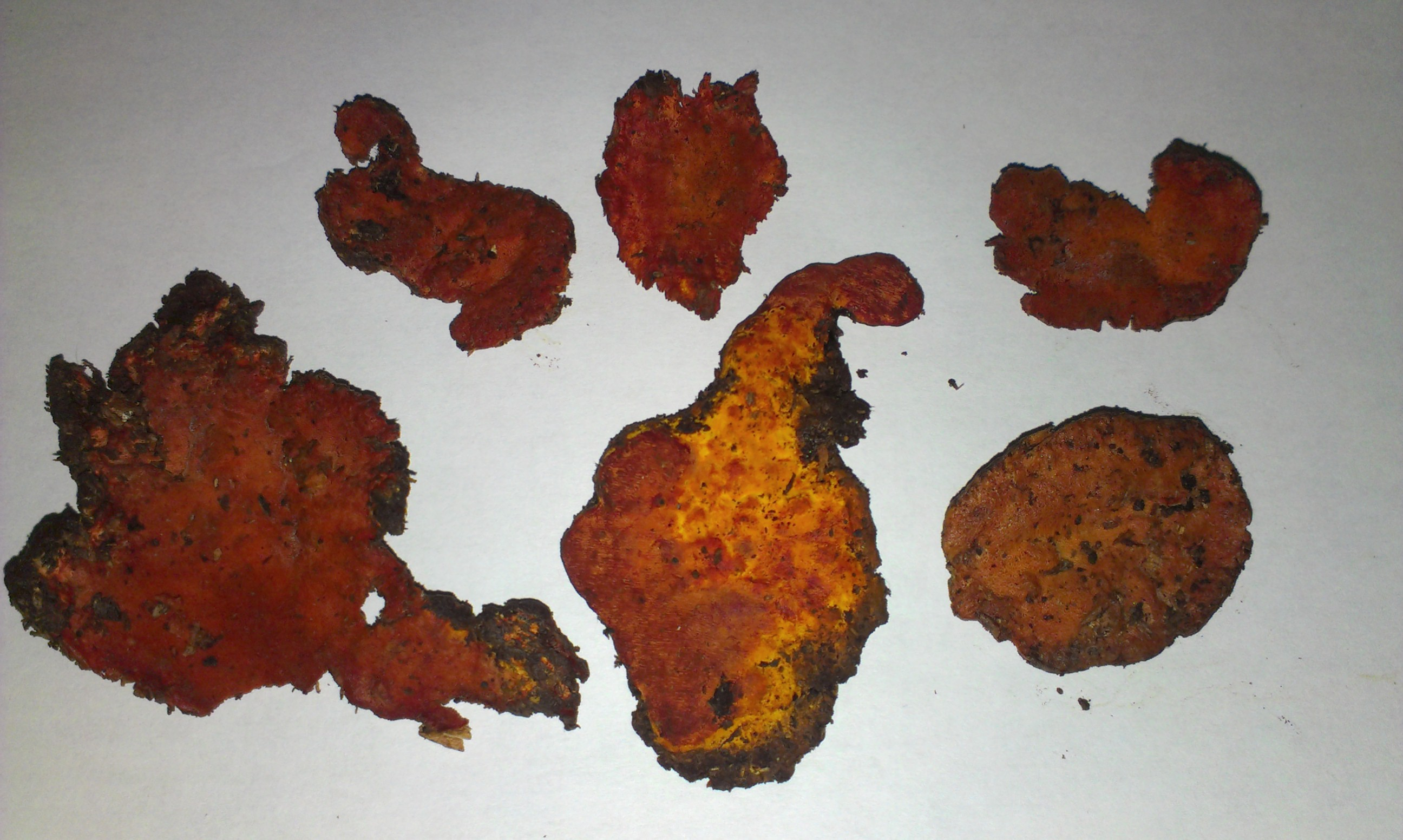
ベニクスノキタケの子実体。

野生の牛樟芝は、樹齢100年以上の牛樟樹の腐敗した部分、または枯れた牛樟樹の湿気の含まれた表面に寄生する。成長のスピードは極めて遅く、1年で厚さ約1mm程度しか成長しない。野生の牛樟芝の産地として代表的な場所は次の8つの地域の山間部（海抜450〜2,000ｍ）である。
- 桃園県 （復興角板山）
- 苗栗県 （南庄、三灣）
- 台中市 （東勢）
- 南投県 （竹山、水里）
- 嘉義県 （阿里山奮起湖一帯）
- 高雄市 （六龜）
- 花蓮県（玉里、富里）
- 台東県（太麻里）

## 分類
菌類（Funngi）、担子菌門（Basidiomycota）、担子菌類（Basidiomycetes）、ヒナダシタケ目（Polyporales）、サルノコシカケ科 （Polyporaceae）、シカタケ（Antrodia）属に属する多年生茸。

## 台湾でのデビュー
牛樟芝は、古くから台湾原住民によって、解毒作用のあるキノコとして緊急時に服用されてきた歴史がある。日本統治時代に牛樟樹が檜と同様に香木とされ、樹齢100年以上の樹木は大量に伐採され日本に送られ高級タンスや木工芸術品の材料として使われた。しかし、2002年冬に中国南部でSARS（重症急性呼吸器症候群）が発生した際に台湾の患者が牛樟芝子実体を服用し治療したことが台湾国内で広く知られると一気に牛樟芝子実体の効能に注目が集まった。そして、それを求めて台湾の山地に入り、採取し転売をする者が多く現れた。そして高値で取引されたため、さらに乱伐に拍車をかけた。近年になって、過剰な牛樟芝の採取が原因で絶滅の危機が危惧されるようになると、台湾政府によって牛樟樹は天然記念物として指定され、伐採が禁止された。最近では台湾政府主導で継続的な保護と医療方面への研究に乗り出し始めた。牛樟芝子実体は牛樟樹の副産物であり牛樟樹と一緒に台湾政府によって管理されている。現在では人工培養技術の進歩により、人工栽培された牛樟芝が健康食として、台湾の一般家庭に普及している。

## 成分・機能
牛樟芝は古くから食中毒、下痢、嘔吐、農薬中毒、尿毒症などの解毒作用、鎮静・抗菌作用、癌、肝硬変、リウマチ、胃痛、糖尿病等に望ましい効能を有すると考えられてきた。
牛樟芝には主に以下の天然成分が含まれる。
- トリテルペン類化合物（トリテルペノイド）
- γ-アミノ酪酸（GABA）
- 多糖類（β-Dグルカン）
- スーパーオキシドディスムターゼ （SOD）
- エルゴステロール
- ビタミン（ビタミンBなど）

## 生産方法及び栽培時間
- 野生牛樟芝（台湾政府によって管理されており採取不可）【子実体】

自然環境に影響されるため管理が難しい。
- 人工椴木（原木）栽培【子実体】

少なくとも1年以上が必要
- 固態發酵【菌糸体】

3～5か月程度で生産可能
- 液態發酵【菌糸体】

2週間前後で生産可能

## 台湾情報
現在、台湾のいくつかの研究機関や大学、企業等が研究を行っており、数多くの健康食品やサプリメントが発売されている。多くは菌糸体であり価格は安価であるが、子実体は効用が菌糸体よりはるかに優れており高価である。